# Sven Israelsson
Sven Albert Israel Israelsson (ur. 17 stycznia 1920 w Dala-Järna, zm. 9 października 1989 tamże) – szwedzki biegacz narciarski oraz specjalista kombinacji norweskiej, brązowy medalista olimpijski w kombinacji.

## Kariera
Pierwszym sukcesem w karierze Israelssona było zdobycie tytułu mistrza kraju w kombinacji w 1944. Sukces ten powtarzał także w latach 1946, 1947, 1948 i 1950. Swój jedyny sukces na arenie międzynarodowej osiągnął podczas igrzysk olimpijskich w Sankt Moritz w 1948. Zwyciężył tam w konkursie skoków do kombinacji, a na trasie biegu uzyskał czwarty czas, co wystarczyło do zdobycia brązowego medalu. Wyprzedzili go tylko dwaj Finowie: zwycięzca Heikki Hasu oraz srebrny medalista Martti Huhtala, do którego Szwed stracił 0.25 punktu. Były to pierwsze igrzyska w historii, na których Norwegowie nie zdobyli żadnego medalu w kombinacji. Na tych samych igrzyskach Israelsson wystąpił także w biegu na 18 km techniką klasyczną, kończąc rywalizację na szesnastej pozycji.
W 1947 Sven Israelsson został pierwszym obcokrajowcem, który zwyciężył w zawodach w kombinacji norweskiej podczas Holmenkollen Ski Festival. W 1950 brał udział w mistrzostwach świata w Lake Placid, gdzie zajął 25. miejsce w biegu na 18 km, a zawody w kombinacji ukończył na piątej pozycji.
Jego syn Sven-Olof Israelsson również uprawiał kombinację norweską.

## Osiągnięcia w kombinacji

### Igrzyska olimpijskie
| Miejsce | Dzień    | Rok  | Miejscowość  | Konkurencja              | Wynik zwycięzcy | Strata     | Zwycięzca   |
| ------- | -------- | ---- | ------------ | ------------------------ | --------------- | ---------- | ----------- |
| 3.      | 2 lutego | 1948 | Sankt Moritz | Indywidualnie K-68/18 km | 448.80 pkt      | –15.40 pkt | Heikki Hasu |

### Mistrzostwa świata
| Miejsce | Dzień    | Rok  | Miejscowość | Konkurencja   | Wynik zwycięzcy | Strata   | Zwycięzca   |
| ------- | -------- | ---- | ----------- | ------------- | --------------- | -------- | ----------- |
| 5.      | 3 lutego | 1950 | Lake Placid | Indywidualnie | 455.2 pkt       | –7.6 pkt | Heikki Hasu |

## Osiągnięcia w biegach

### Igrzyska olimpijskie
| Miejsce | Dzień       | Rok  | Miejscowość  | Konkurencja             | Wynik zwycięzcy | Strata    | Zwycięzca        |
| ------- | ----------- | ---- | ------------ | ----------------------- | --------------- | --------- | ---------------- |
| 16.     | 31 stycznia | 1948 | Sankt Moritz | 18 km stylem klasycznym | 1:13:50 h       | +7.54 min | Martin Lundström |

### Mistrzostwa świata
| Miejsce | Dzień    | Rok  | Miejscowość | Konkurencja             | Wynik zwycięzcy | Strata | Zwycięzca        |
| ------- | -------- | ---- | ----------- | ----------------------- | --------------- | ------ | ---------------- |
| 25.     | 3 lutego | 1950 | Lake Placid | 18 km stylem klasycznym | 1:06:16 h       | ?      | Karl-Erik Åström |